# تسمم بالمعادن
التسمم بالمعادن هو التأثير السمي الذي تسببه بعض المعادن ضمن بعض الأشكال والجرعات على الكائن الحي. تكون بعض المعادن سامة عندما تشكل مركبات سامة منحلة في الجسم. بعض المعادن لا تلعب دورًا بيولوجيًا، أي إنها ليس معادن أساسية أو تكون سامة بأشكال كيميائية معينة فقط. في حالة الرصاص، قد يملك أي تأثير قابل للقياس مهما كان صغيرًا تأثيرًا سلبيًا على الصحة. كثيرًا ما يُنظر إلى المعادن الثقيلة على أنها الأكثر سمية، لكن المعادن الخفيفة قد تكون سامة أيضًا في بعض الظروف مثل البيريليوم والليثيوم. ليست كل المعادن الثقيلة سامة، إذ يعتبر الحديد معدنًا أساسيًا. قد يكون العلاج بالاستخلاب خيارًا علاجيًا فعالًا للتسمم بالمعادن، وهو تقنية تتضمن إعطاء عوامل خالبة تتفاعل مع المعدن السام وتزيله من الجسم.
تقلد المعان الثقيلة أحيانًا تأثير معدن أساسي في الجسم، متداخلة مع العمليات الاستقلابية مما يسبب المرض. تعتبر الكثير من المعادن -خصوصًا المعادن الثقيلة- سامة، لكن بعض المعادن الثقيلة تعتبر أساسية، وبعضها تملك سمية صغيرة مثل البزموت. كثيرًا ما يتضمن تعريف المعادن السامة الرئيسية على الأقل الكادميوم والمنغنيز والرصاص والزئبق والمعادن المشعة. قد تدخل أشباه الفلزات مثل الزرنيخ والبولونيوم في هذا التعريف. تملك المعادن السامة تأثيرات سامة إشعاعية وكيميائية. قد تكون المعادن المؤكسدة الغريبة عن الجسن سامة أيضًا؛ فالكروم (III) هو عنصر زهيد أساسي لكن الكروم (IV) هو عنصر مسرطن.
تعتبر السمية تأثيرًا مرتبطًا بالذوبان، إذ تبدي المركبات غير المنحلة بالإضافة إلى أشكالها المعدنية الصلبة تأثيرات سمية بسيطة ومهملة. تعتمد سمية أي معدن على الروابط الكيميائية. في بعض الحالات، قد تكون الأشكال الفلزية العضوية مثل ميثيل الزئبق ورباعي إيثيل الرصاص شديدة السمية. في حالت أخرى تكون هذه الأشكال من المعدن أقل سمية مثل هوابط الكوبالتوسينيوم.
تختلف عملية إزالة سمية المعادن السامة عنها في السموم العضوية؛ بما أن المعادن السامة هي عناصر وليست مركبات فهي ليست قابلة للتخريب. يمكن أن تُحول المعادن السامة إلى أشكال راسبة أو أن تُجمع بمساعدة العوامل الخالبة أو من خلال المعالجة الحيوية. من جهة أخرى، يمكن أن تُمدد المعادن في مستودع كبير بشكل كاف مثل البحر، ذلك لأن السمية المباشرة تأثير مرتبط بالتركيز وليس الكمية المطلقة للمعدن السام.
يمكن أن تخضع هذه المعادن لعملية التراكم الحيوي في الجسم وفي السلسلة الغذائية، لذلك تعتبر الطبيعة المزمنة صفة ميزة للمعادن السامة. يُلاحظ هذا الموضوع بشكل خاص في المعادن الثقيلة المشعة مثل الراديوم، والذي يقلد الكالسيوم لدرجة أنه يحل محله في عظام الإنسان، كما توجد تأثيرات صحية مشابهة للتسمم بالرصاص والزئبق. نذكر من استثناءات هذه القاعدة معدني الباريوم والألمنيوم، والذين يمكن تصفيتهما بشكل فعال من قبل الكليتين.

## تشخيص التسمم بالمعادن
يتعرض البشر للمعادن السامة بشكل مستمر في البيئة. يمكن للاختبارات التشخيصية الطبية أن تكشف المعادن في كثير من الأحيان، لكن هذا أمر متوقع ولا يعتبر لوحده دليلًا كافيًا على أن الشخص مصاب بالتسمم. لا يجب استخدام اختبارات المسح المعدني إلا بوجود سبب يدعو للاعتقاد أن الشخص تعرض لجرعة مفرطة من المعادن. يجب أن يطلب الأفراد لإجراء تحاليل التسمم فقط إذا كانوا قلقين أو لديهم شك ناتج عن سبب محدد، كما يجب أن يأخذ الأطباء القصة المرضية للمريض وفحصه السريري بعين الاعتبار قبل إجراء أي اختبار للكشف عن المعادن.

## علاج التسمم بالمعادن
العلاج بالاستخلاب هو إجراء علاجي يتضمن إضافة عوامل خالبة تزيل المعادن الثقيلة من الجسم. العوامل الخالبة هي جزيئات تملك عدة زمر مانحة للإلكترونات، مما يسمح لها بتشكيل معقدات تناسقية مستقرة مع الشوارد المعدنية. يؤدي تشكيل المعقدات إلى منع الشوارد المعدنية من التفاعل مع الجزيئات الموجودة في الجسم، ويسمح لها بالانحلال في الدم والخروج مع البول. يجب استخدام هذا العلاج فقط لدى الأشخاص الذين شُخص لهم التسمم بالمعادن. يجب تأكيد هذا التشخيص من خلال التحاليل المخبرية المجراة على عينات حيوية مناسبة.
يُجرى العلاج بالاستخلاب تحت مراقبة طبية لصيقة بسبب المخاطر العديدة المرتبطة به. حتى عندما يُطبق العلاج بشكل مناسب، يمكن أن تملك العوامل الخالبة تأثيرات جانبية خطرة. يمكن للتطبيق غير المناسب للعوامل الخالبة أن يؤدي إلى سمية مؤذية للنمو العصبي وزيادة خطورة حدوث السرطانات أو حتى الموت مباشرة. يؤدي الاستخلاب أيضًا إلى إزالة بعض المعادن الأساسية من الجسم وبالتالي يحتاج إلى إجراءات لمنع خسارة هذه العناصر.

## أنواع خاصة من التسمم

### التسمم بفوسفيد الألمنيوم
لا يملك الألمنيوم أي دور حيوي معروف لذلك يعتبر تصنيفه ضمن المعادن السامة أمرًا جدليًا.
التسمم الحاد بفوسفيد الألمنيوم هو مشكلة كبيرة -على الرغم من عدم خضوعها لتغطية كافية- في شبه القارة الهندية. يعتبر فوسفيد الألمنيوم الذي يباع بشكل تجاري كبخار معقم للحبوب عالي السمية، خصوصًا لدى استهلاكه من عبوة حبوب مفتوحة حديثًا. ينتج الموت عن صدمة شديدة أو التهاب عضلة القلب وفشل الأعضاء المتعدد. تقدر الجرعة السامة لفوسفيد الألمنيوم بـ 0.15 حتى 0.5 غرام. ذُكر أنه أكثر وسائل الانتحار شيوعًا في شمال الهند. تُعزى السمية العالية لفوسفيد الألمنيوم إلى محتواه العالي من الفوسفين وليس إلى الألمنيوم. نذكر من السموم المشابهة فوسفيد الكالسيوم وفوسفيد الزنك.

### التسمم بالزرنيخ
التسمم بالزرنيخ هو حالة مرضية ناتجة عن ارتفاع مستوى الزرنيخ في الجسم. السبب الأساسي للتسمم بالزرنيخ هو المياه الجوفية التي تحوي تراكيز عالية من الزرنيخ. وجدت دراسة أجريت عام 2007 أن أكثر من 137 مليون شخص في أكثر من 70 دولة معرضون للتسمم بالزرنيخ نتيجة مياه الشرب الملوثة.

### التسمم بالبيريليوم
التسمم بالبيريليوم هو مرض ناتج عن التأثير السام للبيريليوم بشكله الحر أو ضمن مركبات كيميائية مختلفة. تعتمد سمية البيريليوم على مدة التعرض وشدته وتكراره (مواصفات الجرعة السمية)، بالإضافة إلى الشكل الكيميائي للبيريليوم وطريقة التعرض له (مثل الاستنشاق أو الملامسة الجلدية أو الامتصاص الهضمي). تبعًا للوكالة الدولية لبحوث السرطان، يعتبر البيريليوم والمركبات الكيميائية الحاوية عليه عوامل مسرطنة من المجموعة 1، أي إنها عوامل مسرطنة لكل من البشر والحيوانات.

### التسمم بالحديد
التسمم بالحديد هو فرط حمل الحديد الناتج عن فائض من الحديد الوارد وهو يشير عادة إلى فرط الحمل الحاد المفاجئ وليس التدريجي المزمن. ارتبط هذا المصطلح أساسًا بالأطفال الصغار الذين يتناولون كميات كبيرة من حبوب المكملات الغذائية الحاوية على الحديد، والتي تشبه الحلوى وتُستخدم على نطاق واسع يشمل النساء الحوامل أيضًا. تعتبر الجرعة القاتلة من الحديد نحو 3 غرام بالنسبة لطفل يبلغ عامين من العمر. وُجدت تقييدات للجرعة على عبوات الحديد الغذائي منذ عام 1978، وأدت توصيات التعبئة إلى تقليص الوفيات الناتجة عن التسمم بالحديد من عدة وفيات سنويًا إلى الصفر تقريبًا في الولايات المتحدة منذ عام 1998. لم تُسجل أي حالات للتسمم بالحديد ناتجة عن العمل بتعدين الحديد والتنقيب عنه.

### التسمم بالرصاص
التسمم بالرصاص هو حالة مرضية تصيب البشر وعددًا من الحيوانات الفقارية الأخرى نتيجة زيادة مستويات هذا المعدن الثقيل في الجسم. يتداخل الرصاص مع عدد من العمليات الهامة في الجسم، وهو سام للكثير من الأعضاء والأنسجة مثل القلب والعظام والأمعاء والكليتين والجهازين التناسلي والعصبي. يؤثر الرصاص على تطور الجهاز العصبي وبالتالي يعتبر شديد الخطورة خصيصًا على الأطفال إذ يمكن أن يسبب اضطرابات عقلية وسلوكية دائمة. تتضمن أعراض التسمم بالرصاص الألم البطني والتخليط الذهني والصداع وفقر الدم والهياج، وفي الحالات الشديدة يعاني المصاب من النوبات الاختلاجية، وقد تصل التأثيرات إلى الغيبوبة أو الوفاة.